# 山东省立第八中学
山东省立第八中学，简称省立八中，也被称为烟台八中，山东省烟台市历史上的第一所省立中学，其前身是清朝末年创建的登州府官立中学堂，1913年改称山东省立第十三中学，1914年改称山东省立第八中学，1929年迁至烟台，与东海中学合并，1934年改称山东省立烟台中学，1938年停办。

## 历史
清朝末年实行新政，清政府命令各省创建大学堂，各府、直隶州创建中学堂。自光绪二十八年（1902年）起，山东各府直隶州相继开办中学堂，其中登州府于1902年将官办学校瀛洲书院改办为登州府官立中学堂。光绪三十年（1904年），中学堂校址由蓬莱县县城西门外君子洲迁至城内北街路西，年招生30人左右，学制5年。中学堂经费由登州府按学生名额划拨，学生用具、书费等均由学堂供给。
民国元年（1912年），各官立中学堂一律改为中学校，并去掉“官立”字样，登州府官立中学堂改称登州中学校。1913年1月，袁世凯政府颁布《划一现行地方各级行政官厅组织令》，废除旧有府一级的行政区划，改设省、道、县三级管理体制。山东各府直隶州辖设中学校不再以地区命名，而改以顺序数字冠以校名，省属中学共16所，其中登州中学校改称山东省立第十三中学。1913年9月，校址迁至蓬莱县钟楼东街北侧察院。该校隶属山东省教育厅，教员7人，在校学生141人。同年，在蓬莱县城察院改建校舍205间。1914年，随着山东省行政区划调整，省立中学重新规划，16所省立中学合并为10所，中学设四年制，其中山东省立第十三中学改称山东省立第八中学。1919年5月4日，五四运动爆发，5月13日，山东省立第八中学致电声援北京学生的爱国行动。
1929年10月8日，山东省立第八中学由蓬莱迁至烟台，将东海中学并入八中，校址设在芝罘毓璜顶。据《芝罘区志》记载，该校的部分房屋为富商捐赠所建。1931年九一八事变后，山东省立第八中学与益文商专和烟台私立芝罘中学等校学生曾发动支援东北抗日义勇军的募捐活动。
1934年1月，山东省立第八中学改称山东省立烟台中学。1937年七七事变后，侵华日军大肆入侵山东。1937年8月，山东省政府教育任命张敏之为烟台中学校长。10月，山东省政府机关撤出济南转入鲁南山区。同月，山东省教育厅电话通知各省立、县立学校火速迁往临沂。张敏之带领少数师生向鲁南转移，途中因敌机轰炸等原因，大多学生离队返回老家。1938年春，烟台中学解散，停止办学。部分学生在中国共产党的影响下参加抗日武装起义，大多数学生则辍学回到农村等机会继续读书。各学校迁至鲁南的师生则在莱阳县城的省立二乡师旧址筹组“山东省立第六联合中学”，张敏之担任校长。六联中按照《同学录》通知原烟台中学等校学生赴莱阳复学，部分学生闻讯后赶赴莱阳入学。1938年10月，六联中正式开始上课。

## 课程设置
1913年，省立八中设修身、国文、英文、史地、代数、博物、理化、手工、音乐、体育等。

## 相关
1929年山东省立第八中学从蓬莱县迁走后，蓬莱县立初级中学于1933年2月在其旧址成立，1937年停办。